# Інтернасьйонал
Інтернасьйонал (порт. Sport Club Internacional) — бразильський спортивний клуб з міста Порту-Алегрі, штат Ріу-Гранді-ду-Сул, був заснований 4 квітня 1909 року.
Футболісти клубу грають у червоних футболках, білих трусах і гетрах, через що команда має прізвисько Colorado (Червоні). Клуб є традиційним суперником іншого великого клубу міста, «Ґреміу» — дербі відоме як «Ґре-Нал». Домашній стадіон команди відомий як «Гігант на березі річки», або Бейра-Ріо, на березі річки Гуаіба, і вміщує 56 000 глядачів.
«Інтернасьйонал» — єдиний клуб, який зумів стати чемпіоном Бразилії (в 1979 році), не програвши жодного матчу в ході турніру.
Клуб є одним з усього лише трьох команд, які брали участь в усіх чемпіонатах Бразилії від його створення в 1971 році. «Інтернасьйонал» займає перше місце в Америці і шосте у світі по числу платних членів, з більш ніж 104 000 членів. «Інтернасьйонал» є поточним південноамериканським чемпіоном, вигравши в 2010 році Кубок Лібертадорес. 2006 рік був найуспішнішим роком в історії «Інтера», коли вони виграли Кубок Лібертадорес, перемігши чемпіонів світу «Сан-Паулу», а також Клубний чемпіонат світу з футболу перемігши «Барселону». Інші міжнародні титули включають 2007 Рекопа Південної Америки і в 2008 році Південноамериканський кубок.

## Досягнення
- Клубний чемпіонат світу з футболу: 1

2006
- Кубок Лібертадорес: 2

2006, 2010
Фіналіст: 1980
- Південноамериканський кубок: 1

2008
- Рекопа Південної Америки: 2

2007, 2011
- Кубок банку Суруга: 1

2009
- Чемпіон Бразилії: 3

1975, 1976, 1979
Віце-чемпіон: 1987, 1988, 2005, 2006, 2009
- Кубок Бразилії з футболу: 1

1992
Фіналіст: 2009, 2019
- Чемпіон штату Ріу-Гранді-ду-Сул: 45

1927, 1934, 1940, 1941, 1942, 1943, 1944, 1945, 1947, 1948, 1950, 1951, 1952, 1953, 1955, 1961, 1969, 1970, 1971, 1972, 1973, 1974, 1975, 1976, 1978, 1981, 1982, 1983, 1984, 1991, 1992, 1994, 1997, 2002, 2003, 2004, 2005, 2008, 2009, 2011, 2012, 2013, 2014, 2015, 2016

## Відомі гравці
За версією журналу Placar (2009):
1. Фалькао
2. Фернандао
3. Тезоурінья
4. Еліас Фігероа
5. Карлітос
6. Валдоміро
7. Клаудіоміро
8. Ларрі Пінто
9. Манга Аїлтон
10. Пауло Сезар Карпеджані

Інші гравці:
- Серхіо Гойкочеа
- Андрес Д'Алессандро
- Дунга
- Жуліану
- Лусіо
- Нілмар
- Фабіо Рошембак
- Клаудіо Таффарел
- Карлос Гамарра
- Рубен Пас
- Дієго Форлан